# 唐古拉薹草
唐古拉薹草（学名：Carex tangulashanensis）是莎草科薹草属的植物，为中国的特有植物。分布于中国大陆的青海、西藏等地，生长于海拔4,000米至4,750米的地区，见于湿地，目前尚未由人工引种栽培。